# Myospila grisea
Myospila grisea este o specie de muște din genul Myospila, familia Muscidae. A fost descrisă pentru prima dată de Seguy în anul 1937. Conform Catalogue of Life specia Myospila grisea nu are subspecii cunoscute.